# Clay Ives
James „Clay” Ives (ur. 5 września 1972 w Bancroft) – kanadyjski saneczkarz reprezentujący także Stany Zjednoczone, brązowy medalista igrzysk olimpijskich.

## Kariera
Największy sukces w karierze osiągnął w 2002 roku, kiedy w parze z Chrisem Thorpe’em zdobył brązowy medal na igrzyskach olimpijskich w Salt Lake City. Był to jedyny medal wywalczony przez niego na międzynarodowej imprezie tej rangi. Na rozgrywanych cztery lata wcześniej igrzyskach w Nagano, jeszcze w barwach Kanady, zajął piętnaste miejsce w jedynkach. Brał też udział w igrzyskach olimpijskich w Lillehammer w 1994 roku, gdzie był dwudziesty w jedynkach i ósmy w dwójkach (w parze z Robertem Gasperem). Był też między innymi szósty w zawodach drużynowych na mistrzostwach świata w Calgary w 2001 roku.
W 2002 roku zakończył karierę.

## Osiągnięcia

### Igrzyska olimpijskie
| Rok  | Miejsce        | Jedynki | Dwójki |
| ---- | -------------- | ------- | ------ |
| 1994 | Lillehammer    | 20.     | =8.    |
| 1998 | Nagano         | 15.     |        |
| 2002 | Salt Lake City |         | 3.     |